# Éric Jaulmes
Pour les articles homonymes, voir Jaulmes.
Éric Jaulmes, né à Montpellier le 27 juin 1913 et mort à Paris 12e le 23 octobre 2001, est un ingénieur français, directeur technique de la maison Motobécane de 1941 à 1978, considéré comme l’inventeur de la Mobylette.

## Biographie
Éric Jaulmes nait à Montpellier le 27 juin 1913. Il est fils et petit-fils de viticulteur. Bachelier, il intègre l'Institut électrotechnique de Grenoble et il en sort avec un diplôme d'ingénieur. Il monte alors à Paris et se fait embaucher par la firme Motobécane.
Considéré, avec son oncle Charles Benoit, comme le co-inventeur de la Mobylette, Éric Jaulmes est également le concepteur de nombreux modèles Motobécane ou Motoconfort dont la célèbre D45.
Éric Jaulmes était passionné par l'histoire de son village. Son grand-père, Émile Jaulmes, fit construire la maison familiale de Congénies, située chemin de l'Aiguillon, dans les années 1870 et racheta l'ancien parc Majolier attenant avec une partie du cimetière quaker, berceau de la famille Jaulmes. C'est d'ailleurs dans ce parc, qu'en 1988, fut célébré le bicentenaire de l'implantation officielle des quakers à Congénies.